# Katasterfläche
Als Katasterfläche bezeichnet man in den Geowissenschaften den vermessungstechnisch ermittelten Flächeninhalt eines geographischen Raumes.
Grundlage für die Ermittlung der Fläche bildet der von Vermessungsämtern geführte Kataster, der Vermessungspunkte und ihre Koordinaten erhält. Auf Basis des zugrundegelegten geodätischen Modells (Referenzellipsoid, Geodätisches Datum) lässt sich so ein Flächeninhalt bis zu einer gewissen Genauigkeit ermitteln. Insbesondere ist die Katasterfläche eine projizierte Fläche, also nicht der tatsächliche Flächeninhalt im (dreidimensionalen) Gelände. Das gilt für einen Kontinent oder Staat ebenso wie für eine Baufläche.
Die Katasterfläche wird von der Vermessungsbehörde als Teil des Grundstücksverzeichnisses geführt. Sie kann auf alten oder unpräzisen Messungen beruhen. Diese Flächenangabe ist eine unverbindliche Ersichtlichmachung und begründet keinen Rechtsanspruch.